# كينيث إميل بيترسن
كينيث إميل بيترسن (بالدنماركية: Kenneth Emil Petersen)‏ (15 يناير 1985 في الدنمارك - ) هو لاعب كرة قدم دانمركي في مركز الدفاع. شارك مع Denmark League XI ‏. أما مع النوادي، فقد لعب مع نادي أوبه ونادي هرفوليه ونادي هورسينس وØlstykke FC ‏ والبورك بولدسبيلكلوب ‏.

## وصلات خارجية
- كينيث إميل بيترسن على موقع الاتحاد الأوربي (الإنجليزية)
- كينيث إميل بيترسن على موقع قاعدة بيانات كرة القدم.إي يو (الإنجليزية)
- كينيث إميل بيترسن على موقع Soccerway.com (الإنجليزية)
- كينيث إميل بيترسن على موقع AS.com (الإسبانية)